# Windturbines in Vlaanderen

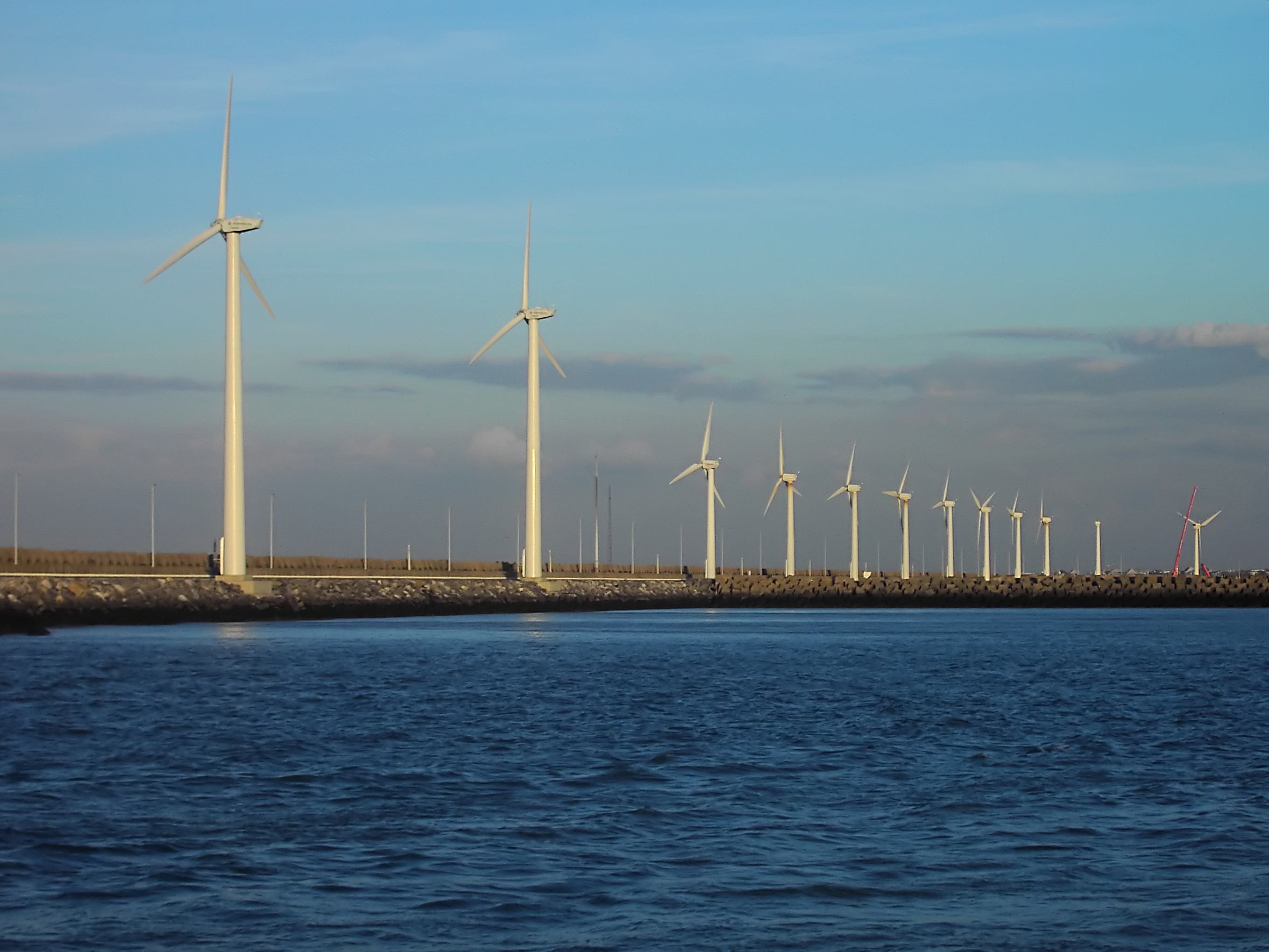
Het eerste windpark te Zeebrugge: rechts 200-kW-turbines van HMZ (1986), links 600-kW-turbines van Turbowinds (1998).

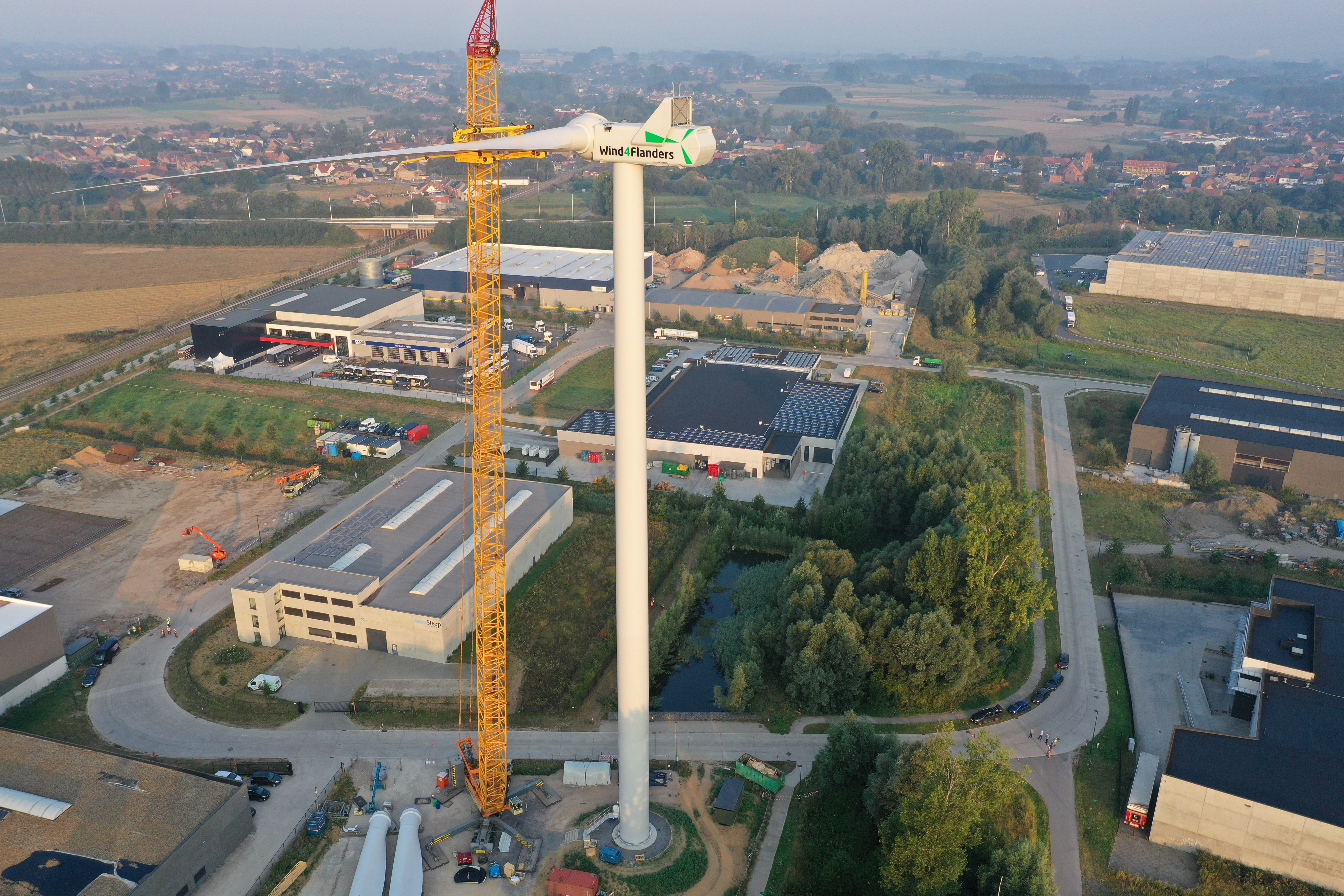
Windturbine in opbouw in Aalst

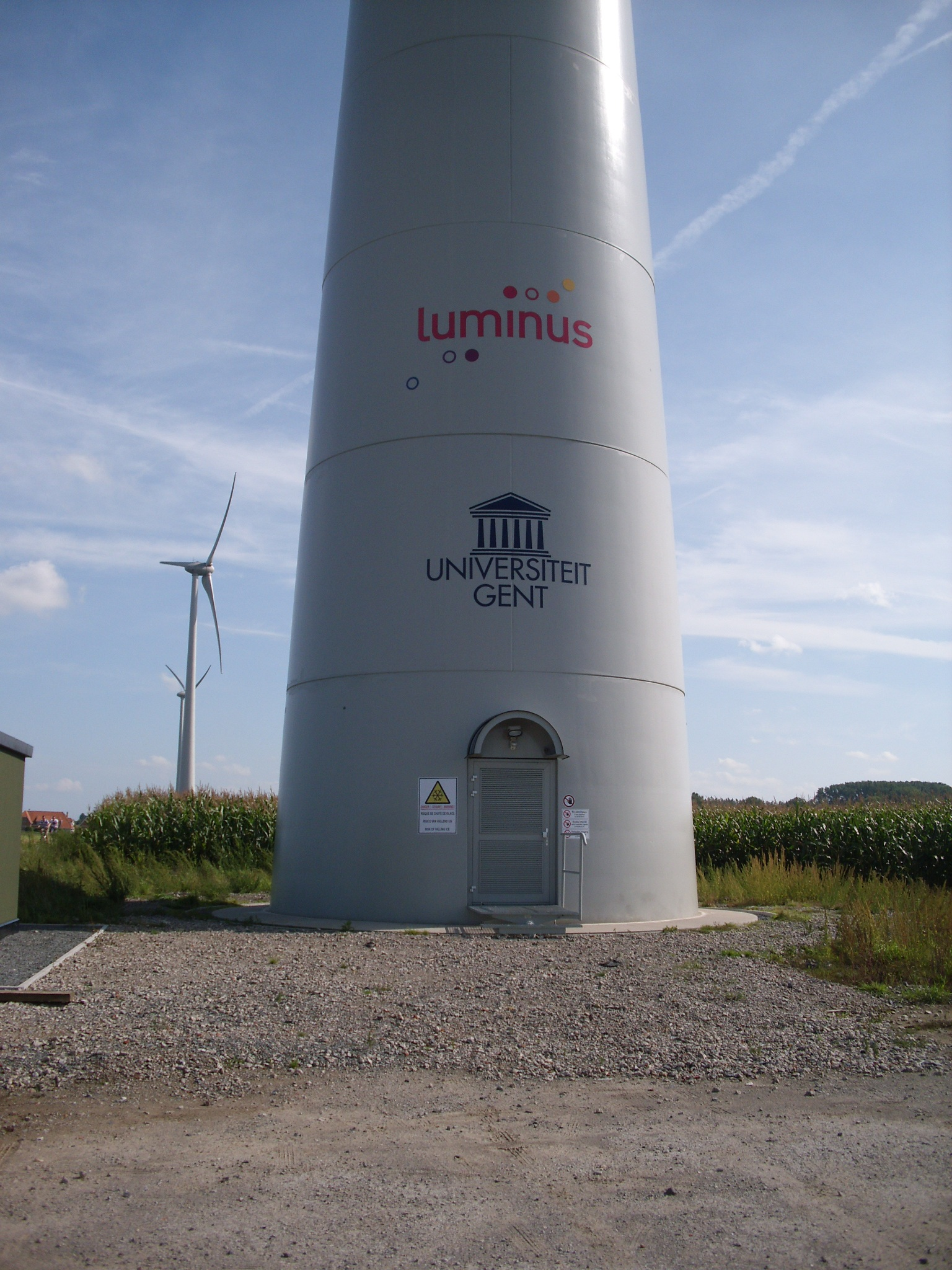
Windturbines op de terreinen van de UGent in Merelbeke

In Vlaanderen stond er op 1 januari 2021 voor 1361 MW aan windturbines op land. In zee zorgden acht windparken voor een vermogen van 2.262 megawatt (MW) (januari 2021).

## Geschiedenis
Met HMZ had Vlaanderen een pionier inzake windenergie. Het bedrijf bouwde een fabriek in Zepperen (1980) en plaatste een prototype van 150 kW met bladhoekverstelling op de oostelijke strekdam van de Zeebrugse haven (1982). Met de steun van minister Louis Olivier kwam er in 1986 een grootschalig demonstratieproject met 21 Windmasters van 200 kW, waarmee Zeebrugge bij de eerste moderne windparken ter wereld was. Maar een vervolgbeleid ontbrak: de Limburgse wereldleider werd verkocht aan Begemann, dat de patenten cashte, en ging in 1995 failliet. De technologie van HMZ leefde nog enige tijd voort bij de rivalen Turbowinds en WindMaster Nederland.

## Productiecijfers
Op 8 december 2019 produceerden alle Belgische windturbines samen een recordhoeveelheid energie gemiddeld 3.100 MW. Hierdoor werd een derde van de energieconsumptie gedekt door windenergie.

### Tijdlijn

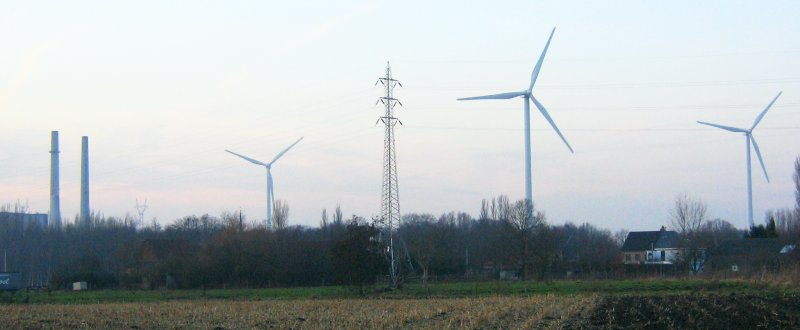
Windturbines in Schelle

| Jaar | Aantal turbines (einde jaar) | Opgesteld vermogen op land (einde jaar) (MW) |
| ---- | ---------------------------- | -------------------------------------------- |
| 2000 | 34                           | 15                                           |
| 2001 | 46                           | 24                                           |
| 2002 | 57                           | 35                                           |
| 2003 | 62                           | 44                                           |
| 2004 | 77                           | 73                                           |
| 2005 | 100                          | 118                                          |
| 2006 | 112                          | 139                                          |
| 2007 | 122                          | 159                                          |
| 2008 | 111                          | 176                                          |
| 2009 | 145                          | 234                                          |
| 2010 | 150                          | 250                                          |
| 2011 | 191                          | 342                                          |
| 2012 | 227                          | 423                                          |
| 2013 | 252                          | 480                                          |
| 2014 | 304                          | 682                                          |
| 2015 | 380                          | 795                                          |
| 2016 | 430                          | 920                                          |
| 2017 | 510                          | 1.146                                        |
| 2018 | 531                          | 1.240                                        |
| 2019 | 543                          | 1.278                                        |
| 2020 | 573                          | 1.361                                        |
| 2021 | 619                          | 1.544                                        |
| 2022 | 672                          | 1.749                                        |

Bronnen: ODE,,,,

## Offshore windturbineparken

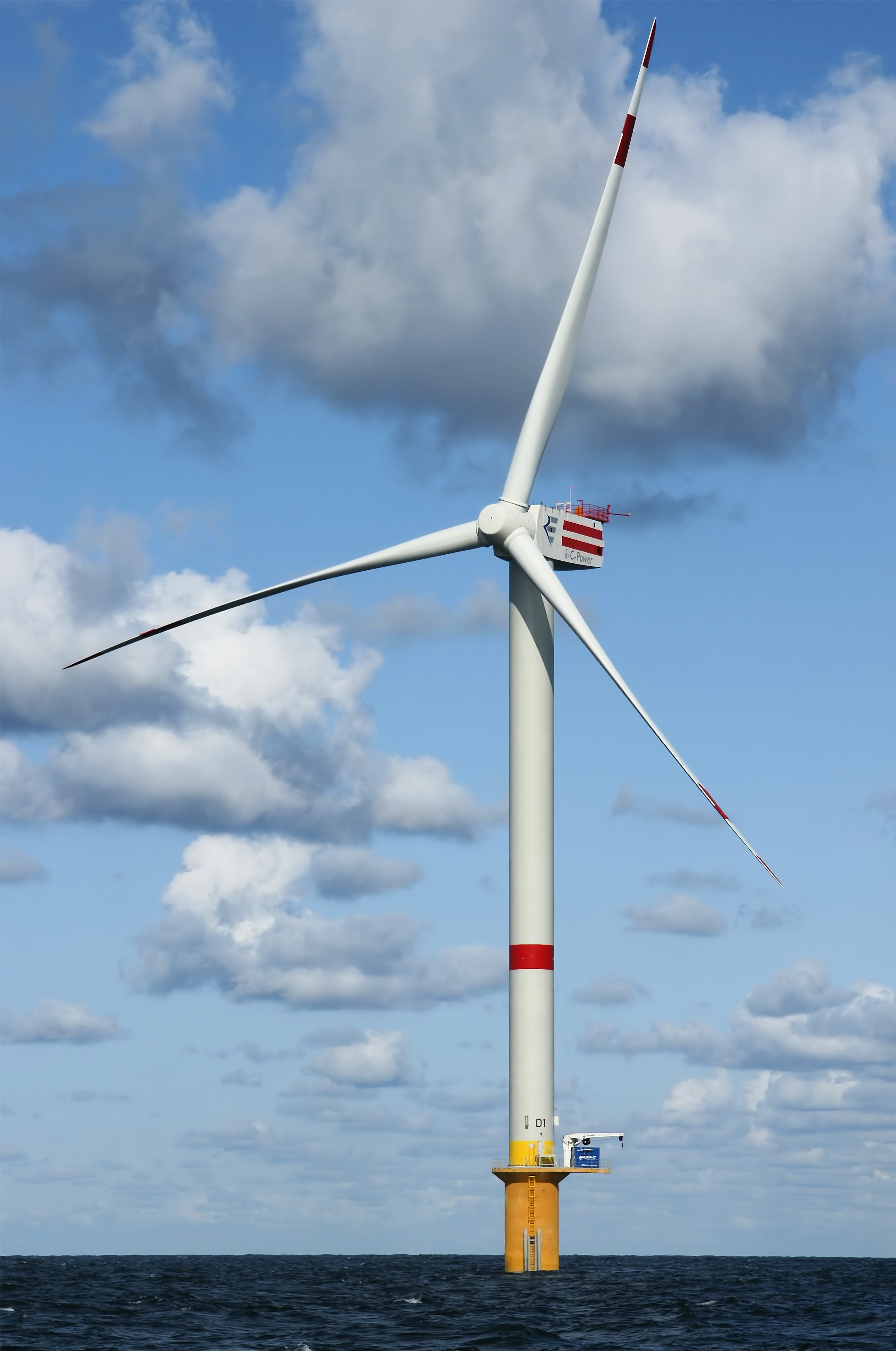
Windmolen op de Thorntonbank

De offshore-windmolenparken bevinden zich in de Belgische Exclusieve Economische Zone.

### Eerste zone
Begin 2021 waren in deze zone van 225 km² acht offshore windmolenparken operationeel. De totale capaciteit bedraagt 2.262 MW, in 2018 produceerden deze parken 3408 GWh aan elektriciteit. Een overzicht van de windmolenparken is te vinden in de tabel hieronder.
| Naam           | Capaciteit (MW) | Jaar van indienststelling | Status    |
| -------------- | --------------- | ------------------------- | --------- |
| C-Power        | 325             | 2009                      | In dienst |
| Belwind        | 171             | 2010                      | In dienst |
| Northwind      | 216             | 2014                      | In dienst |
| Nobelwind      | 165             | 2017                      | In dienst |
| Rentel         | 309             | 2019                      | In dienst |
| Norther        | 370             | 2019                      | In dienst |
| Northwester 2  | 219             | 2020                      | In dienst |
| SeaMade        | 487             | 2020                      | In dienst |
| Totaal gepland | 2262            | -                         | -         |

### Tweede zone (Prinses Elisabethzone)

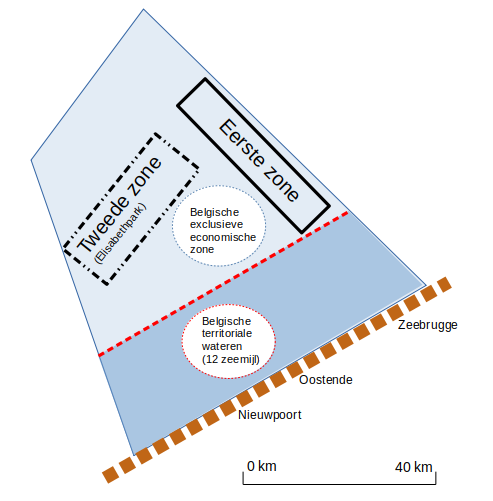
Schematische voorstelling van de twee windmolenparken.

Volgens de planning worden in deze zone, 285 km² groot, vanaf 2025 krachtiger turbines gebouwd van 15 tot 17 megawatt elk, de hoogste 258m hoog. Het park zou in totaal een vermogen van 3,5 gigawatt opleveren. Middenin deze zone wordt vanaf 2024 het energie-eiland Prinses Elisabetheiland gebouwd voor transmissie naar het vasteland. De Belgische visserijsector reageerde teleurgesteld op de uitbreiding.

## Procedures
Voor de bouw van een windturbine is een omgevingsvergunning van de provincie of het Vlaams Gewest noodzakelijk. Die zal voor goedkeuring onder meer de visuele impact, de geluidsnormen, het vermogen, en de voorschriften voor ruimtelijke ordening bekijken. Tegen de beslissing van de provincie is beroep mogelijk bij de Vlaamse overheid die het dossier een tweede keer inhoudelijk zal analyseren.
Daarna is administratief beroep bij de Raad voor Vergunningsbetwistingen mogelijk. Hierbij wordt het dossier niet meer inhoudelijk bekeken, maar wel of de vergunning in strijd is met de geldende wetgeving.
Vergunningsaanvragen verlopen niet altijd vlot. Soms wordt buurtprotest aangetekend, of worden toegekende vergunningen juridisch aangevochten, door omwonenden maar ook soms door lokale besturen.